# Paksi FC

Znak klubu

Paksi FC je maďarský fotbalový klub z města Paks. Byl založen v roce 1952. Klubovými barvami jsou zelená a bílá. Maďarskou nejvyšší soutěž hrál klub prvně roku 2006, evropské poháry v roce 2011. Jeho největším úspěchem jsou dvě druhá místa v ní (2010–11, 2023–24) a vítězství v maďarském poháru (2023–24). Klubu se někdy přezdívá Atomcsapat (jaderný tým), což odkazuje ke skutečnosti, že v Paksu je jediná maďarská jaderná elektrárna. Své domácí zápasy klub hraje na Fehérvári úti Stadion s kapacitou 6000 diváků. Zápasy v evropských pohárech však hraje v Székesfehérváru.

## Výsledky v evropských pohárech
| Sezóna  | Soutěž        | Kolo        | Země    | Soupeř               | Doma | Venku | Celkem |
| ------- | ------------- | ----------- | ------- | -------------------- | ---- | ----- | ------ |
| 2011–12 | Evropská liga | 1. předkolo | Andorra | UE Santa Coloma      | 4–0  | 1–0   | 5–0    |
| 2011–12 | Evropská liga | 2. předkolo | Norsko  | Tromsø IL            | 1–1  | 3–0   | 4–1    |
| 2011–12 | Evropská liga | 3. předkolo | Skotsko | Hearts of Midlothian | 1–1  | 1–4   | 2–5    |
| 2024–25 | Evropská liga | 1. předkolo |         |                      |      |       |        |